# Mizzurna Falls
Mizzurna Falls (ミザーナフォールズ, Mizāna Fōruzu) est un jeu vidéo d'aventure japonais sorti en 1998 sur PlayStation, développé et publié par Human Entertainment. Le jeu traite de la recherche d'une camarade de classe perdue dans une petite ville rurale américaine.
C'est l'un des premiers jeux d'aventure en monde ouvert ; il n'a jamais été adapté hors du Japon, mais des projets de traduction amateurs existent.